# Kovvur

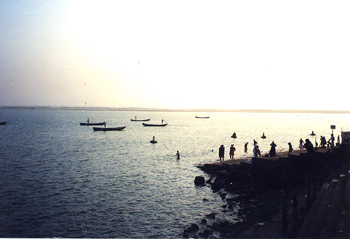

Kovvur é uma pequena cidade no distrito de Godavari Ocidental, na Índia.
1. ↑  «"Municipalities, Municipal Corporations & UDAs"» (PDF). Directorate of Town and Country Planning. Governo de Andhra Pradesh. Consultado em 9 de maio de 2024 [ligação inativa]